# نويل يبرش
نويل يبرش (بالفرنسية: Noël Burch)‏ هو ناقد سينمائي ومخرج فرنسي وأمريكي، ولد في 22 يناير 1932 في سان فرانسيسكو في الولايات المتحدة.

## وصلات خارجية
- نويل يبرش على موقع IMDb (الإنجليزية)
- نويل يبرش على موقع ميتاكريتيك (الإنجليزية)
- نويل يبرش على موقع ديسكوغز (الإنجليزية)
- نويل يبرش على موقع قاعدة بيانات الفيلم (الإنجليزية)